# Жизнь Снорри Годи
«Жизнь Снорри Годи» (исл. Ævi Snorra goða) — произведение исландской средневековой литературы, сохранившееся в составе «Книги с Песчаника» (XV век). Предположительно «Жизнь» была составлена в XII веке Ари Мудрым. Это небольшой текст, рассказывающий об одном из самых влиятельных исландских хёвдингов XI века — Снорри Годи. В нём фактически нет повествования: автор только перечисляет основные события в жизни Снорри и называет имена всех его детей, уточняя, что от них произошло «большинство знатнейших родов в Исландии». Начало и конец «Жизни…» утрачены, но, по-видимому, речь идёт о небольших объёмах текста.
Существует предположение о том, что «Жизнь» была создана как набор памятных заметок, использовавшихся при работе над более объёмными и сложными произведениями — в частности, «Книги об исландцах».